# Формула Лоренца — Лоренца
Фо́рмула Ло́ренца — Ло́ренца — рівняння, яке визначає діелектричну проникність газу через поляризовність його молекул.
Для газу із N молекулами в одиниці об'єму, кожна із який характеризується поляризовністю α діелектрична проникність має вигляд
{\displaystyle \varepsilon ={\frac {1+{\frac {8\pi }{3}}N\alpha }{1-{\frac {4\pi }{3}}N\alpha }}}.
Приведена формула визначає залежність діелектричної проникності від густини газу. Ця залежність зумовлена тим, що електричне поле, яке дія на кожну з молекул, наводячи в ній дипольний момент, відрізняється від середнього електричного поля в газі. При розрахунку поляризації кожної із молекул потрібно враховувати поля, які створюються дипольними моментами сусідніх молекул. При дуже малій густині газу, коли молекули не взаємодіють між собою
{\displaystyle \varepsilon \approx 1+4\pi N\alpha }

## Залежність від температури
Густина газу зв'язана з температурою й тиском за допомогою рівняння стану, тож формула Лоренца — Лоренца дає змогу оцінити температурну залежність діелектричної проникності.
Вводячи молекулярну рефракцію A за допомогою співвідношення
{\displaystyle A={\frac {4\pi }{3}}N_{A}\alpha },
де {\displaystyle N_{A}} — число Авогадро, й використовуючи рівняння стану ідеального газу, рівняння Лоренца — Лоренца можна переписати у вигляді
{\displaystyle A={\frac {RT}{P}}{\frac {n^{2}-1}{n^{2}+2}}},
де T — температура, R — універсальна газова стала, P — тиск, n — показник заломлення.

## Зміщення оптичних ліній
Формула Лоренца — Лоренца має особливе значення поблизу оптичних резонансів. Якщо поляризовність молекули α має полюс на певній частоті, то при врахуванні формули Лоренца — Лоренца (тобто взаємодії між дипольними моментами наведеними в сусідніх молекулах), відповідна лінія в оптичному спектрі зміщується, й величина цього зміщення залежить від густини газу, а отже від температури й тиску.

## Назва
За іронією долі це рівняння отримали незалежно один від одного два вчені із майже однаковими прізвищами: Людвіг Валентин Лоренц (дан. Lorenz) із Данії та Гендрік Антон Лоренц (нід. Lorentz) із Нідерландів.